# Магмуруд
Магмуру́д (тадж. Мағмуруд) — село в районах республиканского подчинения Республики Таджикистан. 
Входит в состав джамоата (сельской общины) Рохати района Рудаки.
Находится на расстоянии 48 км от райцентра (пгт. Сомониён) и 10 км от центра джамоата (село Теппаи-Самарканди).
Население — 983 чел. (2017).